# 洪詠甄
洪詠甄（英語：Winne Hung Wing-yan；1999年4月10日—），香港女子賽艇運動員。

## 簡歷
洪詠甄早年就讀沙田循道衛理小學和林大輝中學。
2016年，她開始參與划艇運動，一年後轉任全職運動員。
2018年8月，洪詠甄代表香港參加2018年亞洲運動會賽艇比賽，出戰女子公開組單人雙槳項目，在名次賽決賽以8分41秒05的成績得第2名，總排名得第7名。

## 外部連結
- 洪詠甄的Instagram帳戶